# برايان روس (مغني)
برايان روس (بالإنجليزية: Brian Ross)‏ هو مغني بريطاني، ولد في 1954 في درم في المملكة المتحدة.